# Eremophysa intermissa
Eremophysa intermissa är en fjärilsart som beskrevs av Charles Boursin 1944. Eremophysa intermissa ingår i släktet Eremophysa och familjen nattflyn. Inga underarter finns listade i Catalogue of Life.